# Sainte-Martine
Pour les articles homonymes, voir Martine, Sainte Martine et Châteauguay (homonymie).
Sainte-Martine, auparavant Sainte-Martine-de-Châteauguay, est une municipalité québécoise située dans la municipalité régionale de comté (MRC) de Beauharnois-Salaberry dans le pays du Suroît dans la région administrative de la Montérégie.

## Toponymie
Il est nommé en l'honneur de Martine de Rome, martyre en 226. Le territoire de la municipalité comme il est maintenant est le résultat de la fusion avec la municipalité de paroisse de Saint-Paul-de-Châteauguay, qui englobait entièrement le village de Sainte-Martine, le 8 septembre 1999.

## Géographie
Sainte-Martine se situe sur la rivière Châteauguay au centre-nord de la région du Suroît. Son territoire est borné au nord par la ville de Châteauguay, au nord-est par Mercier, deux municipalités de la MRC de Roussillon, au sud-est par Saint-Urbain-Premier, au sud-ouest par Très-Saint-Sacrement (Haut-Saint-Laurent), à l'ouest par Saint-Étienne-de-Beauharnois et au nord-ouest par Beauharnois, chef-lieu de la MRC. Une exclave située au sud-est et insérée entre Saint-Urbain-Premier et Très-Saint-Sacrement fait également partie du Sainte-Martine. Le territoire couvre une superficie de 64,51 km2 dont 63,10 km2 sont terrestres. Le relief est plat, étant dans les basses-terres du Saint-Laurent.
La Rivière de l'Esturgeon traverse l'est de la municipalité en coulant vers l'ouest jusqu'à sa confluence rive gauche avec la rivière Châteauguay. La rivière des Fèves en traverse le sud-est en coulant vers le nord-ouest jusqu'à sa confluence rive gauche avec la rivière Châteauguay. 

## Démographie
| 1991  | 1996  | 2001  | 2006  | 2011  | 2016  | 2021  |
| ----- | ----- | ----- | ----- | ----- | ----- | ----- |
| 3 593 | 3 678 | 3 740 | 4 237 | 4 966 | 5 461 | 5 664 |

## Administration
Le conseil municipal comprend le maire et six conseillers. Les élections municipales ont lieu tous les quatre ans en bloc et sans division territoriale. La mairesse actuelle (2017) est Maude Laberge. En tant que municipalité sans désignation, Sainte-Martine est régie par le Code municipal. La municipalité est rattachée à la MRC de Beauharnois-Salaberry. À l'élection de 2013, Éric Brault est élu maire sans opposition. Le maire Éric Brault démissionne en août 2014 en raison de son implication dans le syndicat des pompiers de Montréal qui touche l'opposition au projet de loi 3. Jean-Denis Barbeau est maire suppléant dans l'attente des élections partielles. Martin Primeau, conseiller au siège 1, décède en juin 2014 aux suites d'un cancer. La population locale est représentée à l'Assemblée nationale du Québec au sein de la circonscription québécoise d'Huntingdon et à la Chambre des communes du Canada par la circonscription fédérale de Beauharnois-Salaberry.
| Sainte-Martine Maires depuis 2003                                                                                     |                    |                                    |          |
| Élection | Maire              | Qualité                            | Résultat |
| 2003 | François Candau    |                                    | Voir     |
| 2005 | François Candau    | Voir                               |          |
| 2009 | François Candau    | Voir                               |          |
| 2013 | Éric Brault        |                                    | Voir     |
| 2014 | Jean-Denis Barbeau | Maire suppléant août-nov. 2014     | n/a      |
| 2014 | Maude Laberge      | Conseillère municipale (2009-2014) | Voir     |
| 2017 | Maude Laberge      | Conseillère municipale (2009-2014) | Voir     |
| 2021 | Mélanie Lefort     | Conseillère municipale (2014-2021) | Voir     |
| Élection partielle en italique Depuis 2005, les élections sont simultanées dans toutes les municipalités québécoises. |                    |                                    |          |

|             | 2009-2013                                                                         | 2013-2014                                                                                   | 2014-2017                                                                                       | 2017-2021                                                                                       | 2021-2025                                                                            |
| Maire       | François Candau                                                                   | Éric Brault                                                                                 | Maude Laberge                                                                                   | Maude Laberge                                                                                   | Mélanie Lefort                                                                       |
| Conseillers | Éric Brault Alain Gagnon Daniel Laberge Maude Laberge Yves Laberge Alain Loiselle | Jean-Denis Barbeau Nicolas Crête Dominc Garceau Maude Laberge Carolle Lozeau Martin Primeau | Normand Sauvé Richard Laberge Jean-Denis Barbeau Carole Cardinal Mélanie Lefort Dominic Garceau | Richard Laberge Normand Sauvé Dominic Garceau Carole Cardinal Jean-Denis Barbeau Mélanie Lefort | Christian Riendeau Dominic Garceau Carole Cardinal Jacques Jodoin Caroline Ouellette |

## Économie
En plus d'être reconnue pour son agriculture, Sainte-Martine présente aussi des industries tel qu'une usine de Les aliments Dare Ltée (Dare Foods) ,une conserverie (cannerie) du groupe Bonduelle, ainsi que le bureau chef du transporteur international, Mexuscan Cargo .

## Urbanisme

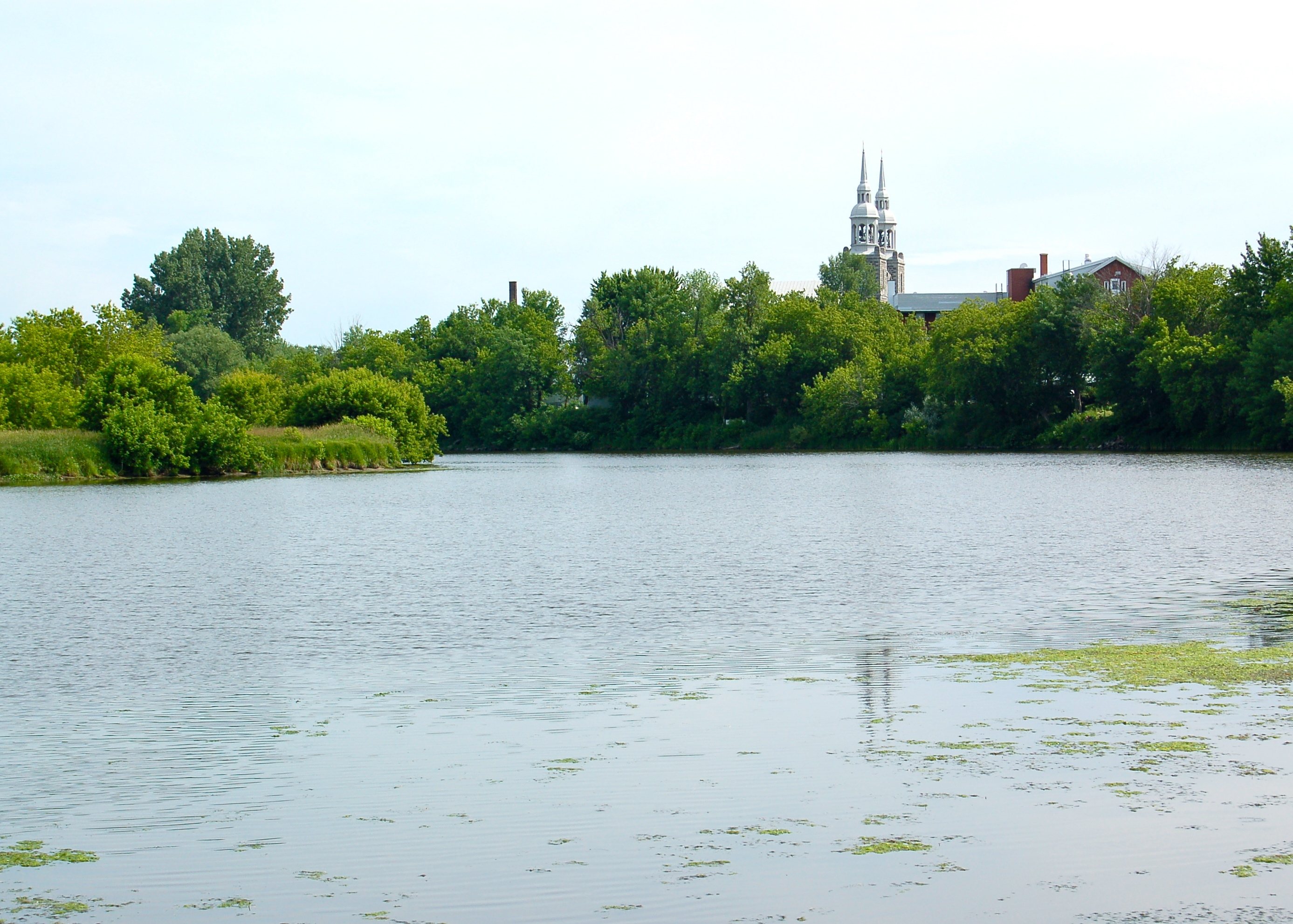
Rivière Châteauguay

Le village a su conserver son charme champêtre tout en étant à 21 km de Montréal, par la route 138 et le pont Honoré-Mercier.
Sainte-Martine possède plusieurs lieux-dits:
- Laberge (45° 17′ 07″ N, 73° 48′ 25″ O) – un hameau localisé près de la route 205 dans le nord de la municipalité.
- La Ferme (45° 19′ 15″ N, 73° 50′ 20″ O) – un secteur résidentiel localisé le long de la route 138.
- Le Domaine-de-la-Pêche-au-Saumon (45° 15′ 15″ N, 73° 47′ 55″ O) – un secteur résidentiel localisé le long de la route 138.
- Le Méandre (45° 14′ 55″ N, 73° 47′ 55″ O) – un secteur résidentiel localisé le long de la route 138.

L'hiver, une magnifique patinoire est aménagée sur la rivière Châteauguay qui longe le village.
Il y a aussi une patinoire extérieure qui peut être utilisée l'été en patin à roues alignées ou l'hiver en patin à glace.
L'été, tout juste à côté de l'aréna, se trouve un parcours de BMX. L'ancienne voie ferrée derrière le village et celle traversant le village nous donnent accès au village.
Sainte-Martine est une municipalité fort dynamique. Le Festi-Glace l'évènement de l'année à Sainte-Martine prouve que la ville, aussi petite soit elle, n'est pas ignorée de ses voisins plus grandes dont Châteauguay et Mercier.
Malgré une croissance rapide de sa population durant les dernières années, Sainte-Martine a conservé son caractère champêtre et permet toujours à ses habitants de profiter de l'air de la campagne.
Les Martinois sont très fiers de leur village et plusieurs d'entre eux s'impliquent dans différents comités et organisations. Que ce soit pour l'environnement, les fleurs qui sont nombreuses durant l'été ou bien l'aspect historique du village, plusieurs comités permettent aux citoyens de s'impliquer dans la vie communautaire de Sainte-Martine.
Le village de Sainte-Martine se trouve à l'intersections des routes 138 et 205. La route 138, de classe nationale, relie la localité à Mercier située à 7 km au nord-est, à Châteauguay (11 km) puis au pont Honoré-Mercier en direction de Montréal. Vers l'ouest, elle longe la rivière Châteauguay et permet d'atteindre Howick (10 km), Ormstown (21 km) et Huntingdon (36 km). La route 205, de classe régionale et collectrice, est perpendiculaire à la route 138. Elle longe la rivière Châteauguay vers le nord et atteint la ville de Beauharnois située à (10 km) . Vers le sud-est, elle relie Sainte-Martine à Saint-Urbain-Premier, distant de (7 km). Exo Haut-Saint-Laurent et la MRC du Haut-Saint-Laurent assurent tous deux un service de transport en commun dans la municipalité.

## Société
Deux écoles sont présentes à Sainte-Martine et sont reliées à la Commission scolaire de la Vallée-des-Tisserands.
- École Sacré-Cœur (maternelle à 3e année du primaire)
- École Sainte-Martine (4e année du primaire à 3e secondaire)

Personnalités
- Rolland Jeanneau, fondateur de la chaîne de supermarchés canadienne Metro
- Louis Laberge, syndicaliste et ancien président de la Fédération des travailleurs du Québec (FTQ)
- Olivier Primeau, homme d'affaires et personnalité publique